# Савойский синий
Савойский синий (англ. Savoy blue, итал. blu Savoia) или савойский голубой (итал. azzurro Savoia) — оттенок синего цвета, по яркости находящийся между более светлым перваншем и более тёмным павлиньим синим (англ. peacock blue). Назван по имени цвета Савойского дома, правившей в Италии королевской династии в 1861—1946 годах.
Синий стал национальным цветом Италии после объединения страны в 1861 году и создания Королевства Италия, сохранив своё предназначение и после преобразования страны в республику, когда его стали называть «итальянским синим». Синий цвет изображён на штандарте президента Итальянской Республики, такого же цвета шарф у офицеров итальянской армии и глав провинций Италии на официальных церемониях. Более того, синей является форма итальянских спортсменов и национальных сборных.

## Происхождение

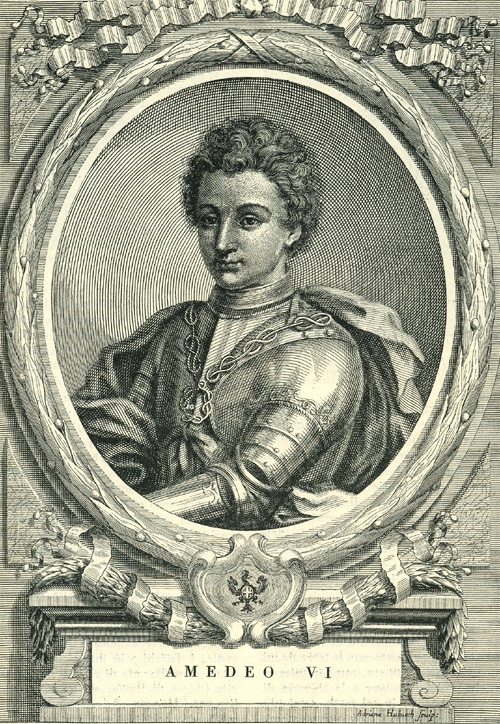
Амадей VI, граф Савойский

Первое упоминание восходит к 20 июня 1366 года, когда граф Савойский Амадей VI отправлялся в крестовый поход против турок, благословлённый папой римским Урбаном V, в помощь войскам византийского императора Иоанна V Палеолога, который приходился ему родственником по материнской линии. Амадей собрал флот из 17 кораблей с 2 тысячами человек на борту и приказал, чтобы на флагманском корабле — венецианской галере — рядом со знаменем Савойи, красным знаменем с серебряным крестом, развевался синий флаг. Луиджи Чибрайо писал в своих книгах об этом флаге:

[...] об изображении Синего знамени с образом Богородицы в поле, усеянном звёздами (золотыми). И тот небесно-голубой цвет, посвящённый Марии, как мне кажется, и представляет собой корни нашего национального цвета [...]
Оригинальный текст (итал.)[…] di devozione di Zendado Azzurro con l'immagine di Nostra Signora in campo seminato di stelle (oro). E quel colore di cielo consacrato a Maria è, per quanto a me pare, l’origine del nostro color nazionale […]

С учётом представления католиков о синем цвете как о цвете Марии предполагается, что синее знамя появилось у Савойи намного раньше. Так или иначе, наиболее старый изображённый в источниках флаг Савойи (1589 год) представлял полотнище красного, белого (цвета герба Савойского дома) и синего цветов.
По утверждению газеты The Guardian, в 1960-е годы в итальянских начальных школах детям рассказывали, что 13 итальянских рыцарей, победивших французов в Барлеттском вызове, носили некие шарфы голубого или синего цвета. Учителя пытались обосновать статус синего цвета как национального цвета Италии. Эта легенда, по мнению журналистов, не выдерживает критики.

## Применение

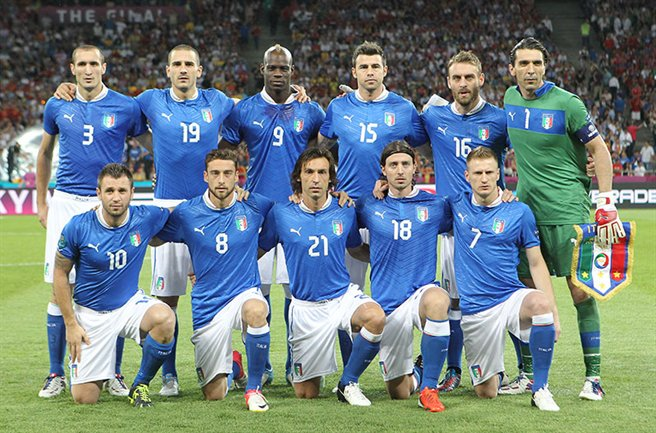
Сборная Италии по футболу в финале чемпионата Европы 2012 года

Штандарт президента Итальянской Республики

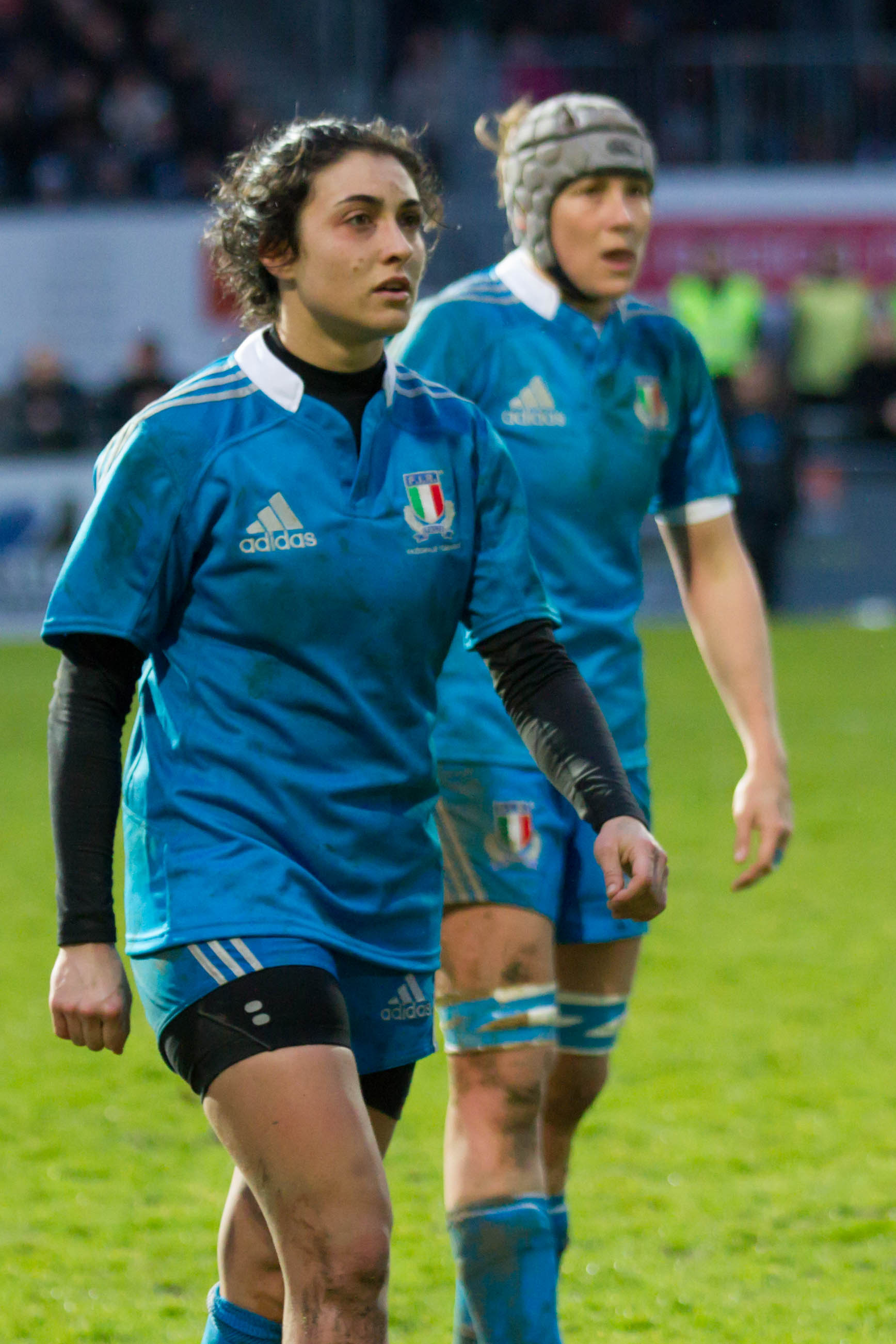
Дебора Балларини и Сильвия Гаудино, регбистки сборной Италии

В соответствии с традициями почитания Богородицы в католицизме синий цвет был присвоен лентам Высшего ордена Святого Благовещения (орден сначала Савойского дома, а потом и Королевства Италии), медали «За воинскую доблесть» (золотой, серебряной и бронзовой) и креста «За воинскую доблесть». Для офицеров шились шарфы синего цвета, представлявшие собой ленту, перекинутую через правое плечо и повязанную слева (с 1572 года герцог Савойский Эммануил Филиберт обязал всех офицеров носить такие шарфы). Шарф савойского синего цвета всё ещё является одним из элементов парадной формы офицеров Итальянской армии.
Синий цвет изображается на штандарте президента Итальянской Республики (в геральдике синий цвет связывают с законом и управлением), на флагах некоторых высокопоставленных чиновников правительства Италии (премьер-министра, министра обороны и его заместителя) и высшего командного состава ВМС и ВВС), а также руководителей провинций Италии; на итальянской голубой кокарде и на самолётах пилотажной группы Frecce Tricolori.
В спорте синий цвет является главным цветом формы всех спортсменов и сборных Италии, выступающих в разных дисциплинах. Наиболее известным примером служит сборная Италии по футболу, носящая прозвище «Скуадра Адзурра» (итал. Squadra Azzurra — «голубая команда»), которая провела первый матч в форме синего цвета 6 января 1911 года в Милане против Венгрии. В целом всех итальянских спортсменов, за исключением представителей зимних видов спорта, велогонщиков (белый цвет) и автогонщиков (красный цвет), зовут «адзурри». Единого цвета, который соответствовал бы савойскому синему цвету, официально нет, поэтому разные оттенки синего и голубого цветов используются разными спортивными командами или же одной командой в разные времена.

## Другие оттенки
Ниже приведены два оттенка Савойского синего: первый (#007CC3) относится к бризурам на гербах области Пьемонт; второй использовался футбольной сборной Италии на Кубке конфедераций 2009 года,
| Савойский синий                                       | Савойский синий   |
| ----------------------------------------------------- | ----------------- |
|                                                       |                   |
| HEX                                                   | 007CC3            |
| RGB¹ (r, g, b)                                        | (0, 124, 195)     |
| CMYK (c, m, y, k)                                     | (84, 45, 0, 0)    |
| HSV² (h, s, v)                                        | (202°, 100%, 76%) |
| 1. Нормализовано к [0—255] 2. Нормализовано к [0—100] |                   |

| Савойский синий                                       | Савойский синий  |
| ----------------------------------------------------- | ---------------- |
|                                                       |                  |
| HEX                                                   | 9DB8CF           |
| RGB¹ (r, g, b)                                        | (157, 184, 207)  |
| CMYK (c, m, y, k)                                     | (38, 19, 10, 0)  |
| HSV² (h, s, v)                                        | (208°, 24%, 81%) |
| 1. Нормализовано к [0—255] 2. Нормализовано к [0—100] |                  |